# Oliver Abildgaard
Oliver Abildgaard Nielsen, född 10 juni 1996 i Ålborg, är en dansk fotbollsspelare som spelar för italienska Como.

## Karriär
Inför säsongen 2015/2016 flyttades Abildgaard upp i AaB:s A-lag. Han debuterade i Superligaen den 20 juli 2015 i en 1–1-match mot Esbjerg fB.
Den 3 februari 2020 lånades Abildgaard ut till ryska Rubin Kazan på ett låneavtal över resten av säsongen 2019/2020. I juni 2020 utnyttjade Rubin Kazan en köpoption i låneavtalet och Abildgaard skrev på ett fyraårskontrakt med klubben. Den 1 september 2022 lånades Abildgaard ut till skotska Celtic på ett säsongslån. Den 31 januari 2023 lånades han istället ut till italienska Hellas Verona på ett låneavtal över resten av säsongen.
Den 12 juli 2023 värvades Abildgaard av italienska Serie B-klubben Como, där han skrev på ett treårskontrakt.